# Thomisus marginifrons
Thomisus marginifrons är en spindelart som beskrevs av Schenkel 1963. Thomisus marginifrons ingår i släktet Thomisus och familjen krabbspindlar. Inga underarter finns listade i Catalogue of Life.